# Jozef Israëls

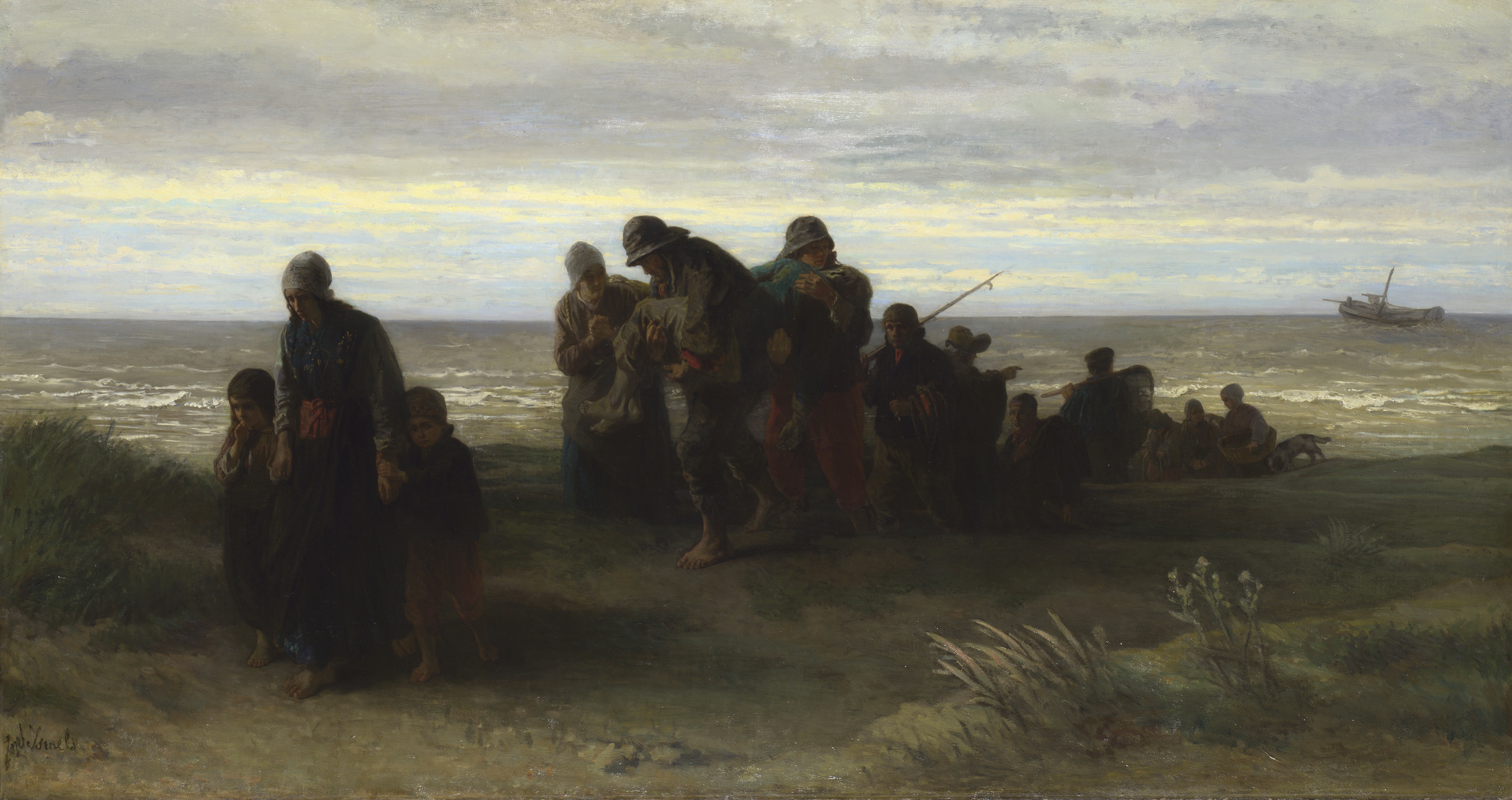
Rybacy niosący topielca

Jozef Israëls (ur. 27 stycznia 1824 w Groningen, zm. 12 sierpnia 1911 w Scheveningen) – holenderski malarz i grafik.
Z początku malował romantyczne obrazy o tematyce biblijnej i historycznej, później realistyczne sceny z życia miejskiej biedoty (m.in. Handlarz starzyzną), rybaków i getta żydowskiego, zwykle w nastrojowym oświetleniu i na tle ubogich wnętrz lub w nadmorskim pejzażu. Jego twórczość wywarła wpływ na Liebermanna i wczesne malarstwo van Gogha. Miał syna Isaaca, który malował portrety i sceny rodzajowe.